# Не говори ей, что это я
«Не говори ей, что это я» (англ. Don't Tell Her It's Me) — кинокомедия 1990 года со Стивом Гуттенбергом и Шелли Лонг в главных ролях. Ещё один из вариантов русского перевода названия фильма — «А ей ни слова обо мне».
Фильм также выходил под названием «The Boyfriend School».

## Сюжет
Гас, художник-карикатурист, в результате редкой болезни облысел и обрюзг, а потому чувствует себя совершенно одиноким и неуверенным в себе. Когда болезнь отступает, его сестра Лиззи (писательница, специализирующаяся на романах о любви) берётся вернуть брату потерянную форму и научить влюблять в себя женщин. Тренировки, солярий и визажист творят чудеса реинкарнации. Следующий шаг Лиззи — это знакомство брата с тщательно подобранной и не подозревающей об этом красавицей-журналисткой из местной газеты, по имени Эмили. Гас влюбляется в Эмили, но все его попытки завязать романтические отношения терпят неудачу. По совету сестры, Гас превращается в героя любовного романа — Лобо Марунга, голубоглазого новозеландского «жеребца» в кожаной куртке и верхом на мотоцикле. Тщательно продуманный план по соблазнению Эмили увенчался успехом, но не всё так просто. Ведь рано или поздно любимая девушка поймёт, что стала участницей фарса, и всё может закончиться навсегда…

## В ролях
| Актёр           | Роль         |
| --------------- | ------------ |
| Стив Гуттенберг | Гас Кубачек  |
| Шелли Лонг      | Лиззи Поттс  |
| Джейми Герц     | Эмили Пир    |
| Кайл Маклахлен  | Траут        |
| Мэдхен Амик     | Мэнди        |
| Кевин Скэннал   | Митчел Поттс |
| Перри Анцилотти | парикмахер   |